# 11:11 (Maslanka)
11:11 - a dance at the edge of the world is een compositie van David Maslanka, die hij van 1998 tot 2001 componeerde.

## Compositie
In 1998 viel Maslanka op het tijdstip 11:11 op digitale klokken. Het werd bijna een obsessie voor hem. Eerst was het nog leuk dit spelletje; later liep het uit op beelden van crises en rampen. Weer later relativeerde hij deze obsessie, doordat dit specifieke tijdstip natuurlijk zowel goede als slechte dingen heeft gekend. Op een gegeven moment besloot hij er een compositie aan de wijden. Deze bleek, ook tot verbazing van de componist, minder onheilspellende te zijn dan vooraf ingeschat.
Tegelijkertijd verdiepte de componist zich in de koralen van Johann Sebastian Bach. Drie van zijn koralen zijn (al dan niet gearrangeerd) verwerkt in deze compositie.
De drie koralen zijn:
1. Wie bist due, meine Seele

1. Aus tiefer Not schrei ich zu dir;
2. Du, O schönes Weltgebaude.

Het tweede is het motto van de gehele compositie.         
Maslanka componeert meestal voor harmonieorkest en behaalde daar ook zijn roem uit. Dit werk is geschreven voor symfonieorkest en duurt ongeveer 17 minuten en is lang niet zo percussief als zijn andere werken.